# Darby Hinton
Darby Hinton (Santa Monica (Californië), 19 augustus 1957), geboren als Edgar Raymond Darby Hinton, is een Amerikaans acteur en filmproducent. 

## Biografie
Hinton werd geboren in Santa Monica (Californië), en zijn vader stierf toen hij één jaar oud was door een vliegtuigongeval. Hinton maakte zijn acteerdebuut toen hij zes maanden oud was in televisiecommercials, films en series. Hij ging naar de high school op een Amerikaanse school in Lugano (Zwitserland). Hierna ging hij studeren op de World Campous Afloat Institute, dit is een cruiseschip dat de hele wereld rond reisde en studenten scholing aanbood. Hinton keerde terug naar Californië om verder te studeren op de Pepperdine-universiteit in Malibu (Californië) en ging door met acteren.
Hinton begon in 1962 met acteren voor televisie in de film Hero's Island (op vijfjarige leeftijd). Hierna heeft hij nog meerdere rollen gespeeld in films en televisieseries zoals Daniel Boone (1964-1970), Angels' Brigade (1979), The Fall Guy (1982-1983), Days of Our Lives (1985-1986), Knots Landing (1991) en Beverly Hills, 90210 (1998).
Hinton heeft tussen 2001 en 2011 in het theater gestaan, hij speelde veertig keer in het toneelstuk The Manor in Beverly Hills. Hierna speelde hij in het toneelstuk The Last Laugh. 
Hinton is op 24 september 1983 getrouwd en is later ook weer gescheiden, hij hertrouwde later. Hinton is vader van vier kinderen, van wie twee van zijn eerste vrouw. 
Hinton is een groot fan van martial arts en is zeer ervaren in Jeet Kune Do.

## Filmografie

### Films
Uitgezonderd korte films.
- 2022 The Contested Plains - als John German
- 2020 Scream Test - als Otis Taylor
- 2019 Christmas Wishes & Mistletoe Kisses - als Philip Fuller
- 2019 Bill Tilghman and the Outlaws - als Cole Younger
- 2018 Wild Faith - als Gerald
- 2016 Home on the Range - als Albert Freidlich
- 2015 Dead of Winter: The Donner Party - als George Donner
- 2012 The Last Laugh - als David Williams
- 2003 Just for Kicks – als vader van Mikey
- 2003 Recipe for Disaster – als vader van Jason
- 2001 They Crawl - als politieagent
- 1996 Punctul Zero – als Morgan
- 1994 The Hero – als ??
- 1994 Dark Future – als Kendall
- 1985 Malibu Express – als Cody Abilene
- 1982 Wacko – als beginnende politieagent
- 1981 Firecracker – als Chuck Donner
- 1980 Without Warning – als Randy
- 1980 The Return – als Darren
- 1979 Angels' Brigade – als Sticks
- 1978 Goodbye, Franklin High – als Mark Jeffries
- 1978 Hi-Riders – als Mark
- 1977 Black Oak Conspiracy – als mijnwerker in café
- 1975 Mr. Sycamore – als Frank
- 1975 The Treasure of Jamaica Reef – als Darby
- 1963 Son of Flubber – als tweede kabouter
- 1962 Hero's Island – als Jafar

### Televisieseries
Uitgezonderd eenmalige gastrollen.
- 2015 Texas Rising - als president Burnet - 2 afl.
- 1985 – 1986 Days of Our Lives – als Ian Griffith - ? afl.
- 1964 – 1970 Daniel Boone – als Israel Boone – 108 afl.
- 1968 Disneyland – als Simon Graham – 2 afl.

### Filmproducent
- 2019 Bill Tilghman and the Outlaws - film
- 1998 Stargames - film
- 1996 Punctul zero - film

- Biblioteca Nacional de España: XX1577661
- International Standard Name Identifier: 0000 0001 1476 9409
- Library of Congress Control Number: no89009342
- Virtual International Authority File: 87300046
- WorldCat: E39PBJkttMkjKdqjPFr7YyFtKd